# St. Michael (Vilshofen)

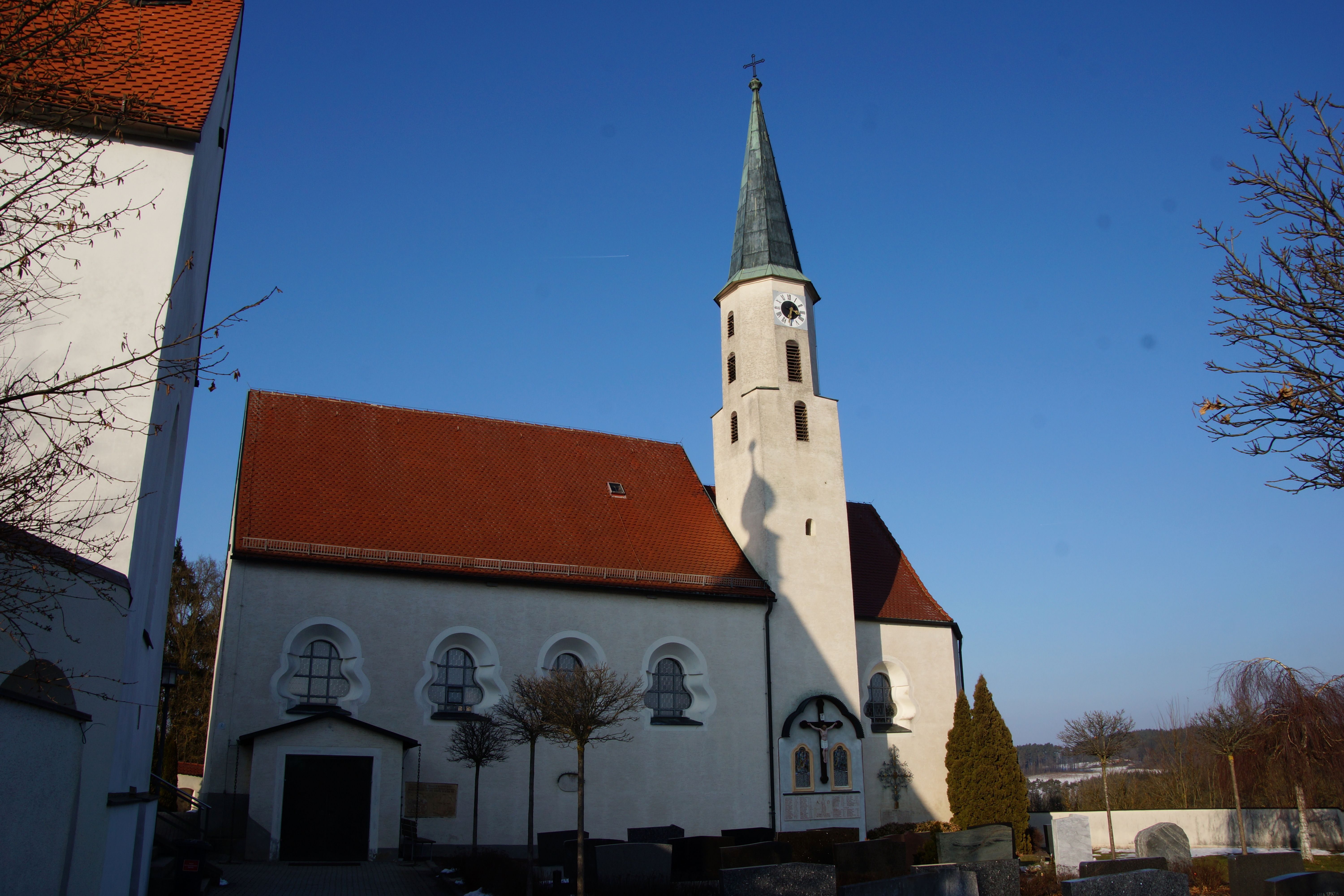
St. Michael (Vilshofen)

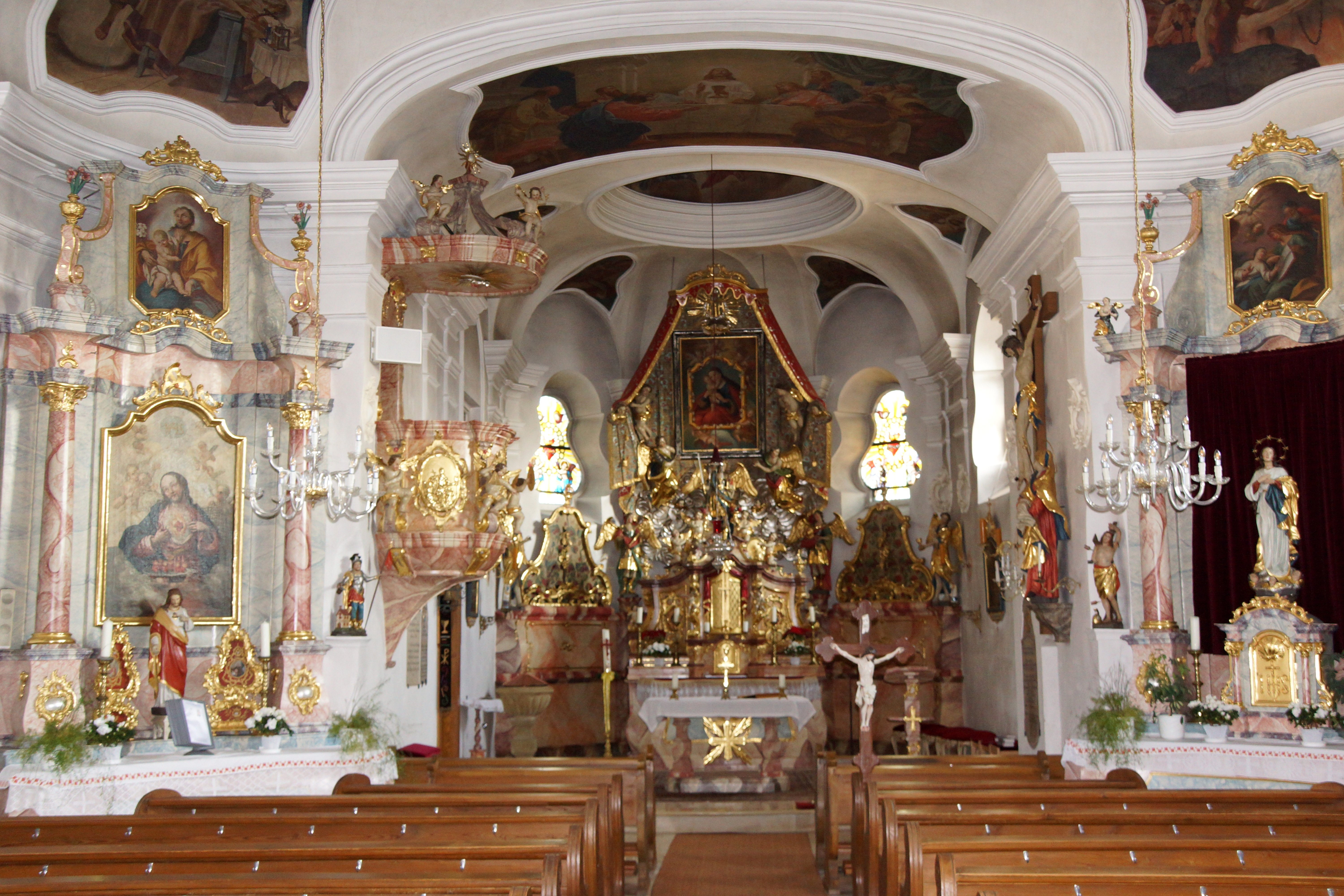
Innenansicht

Die römisch-katholische, denkmalgeschützte Pfarrkirche St. Michael steht in Vilshofen, einem Gemeindeteil des Marktes Rieden im Landkreis Amberg-Sulzbach in der Oberpfalz. Die Kirche gehört zum Bistum Regensburg. Das Bauwerk ist unter der Denkmalnummer D-3-71-146-18 als Baudenkmal in die Bayerische Denkmalliste eingetragen.

## Beschreibung
Die Saalkirche wurde 1781 unter Einbeziehung wohl romanischer Mauerteile errichtet. Sie besteht aus einem mit einem Satteldach bedeckten Langhaus, einem eingezogenen, dreiseitig geschlossenen Chor im Osten, einem Chorflankenturm an dessen Südwand und der Sakristei an dessen Nordwand. Der Chorflankenturm auf quadratischem Grundriss wurde im 19. Jahrhundert mit einem achteckigen Geschoss aufgestockt, das die Turmuhr und den Glockenstuhl beherbergt, und mit einem spitzen Helm bedeckt.
Der Innenraum des Langhauses ist mit einem Stichkappengewölbe überspannt, das auf Pilastern an den Wänden ruht, der des Chors mit einer Kuppel, die mit einem älteren Fresko verziert ist. Zur Kirchenausstattung gehört der in der zweiten Hälfte des 18. Jahrhunderts gebaute Hochaltar. Auf dem Tabernakel steht die Statue des Erzengels Michael. Auf der Empore, deren Brüstung mit Fresken über die Geschichte der Reformation verziert ist, steht die von August Hartmann 1984 gebaute Orgel.